# Daryush Shokof

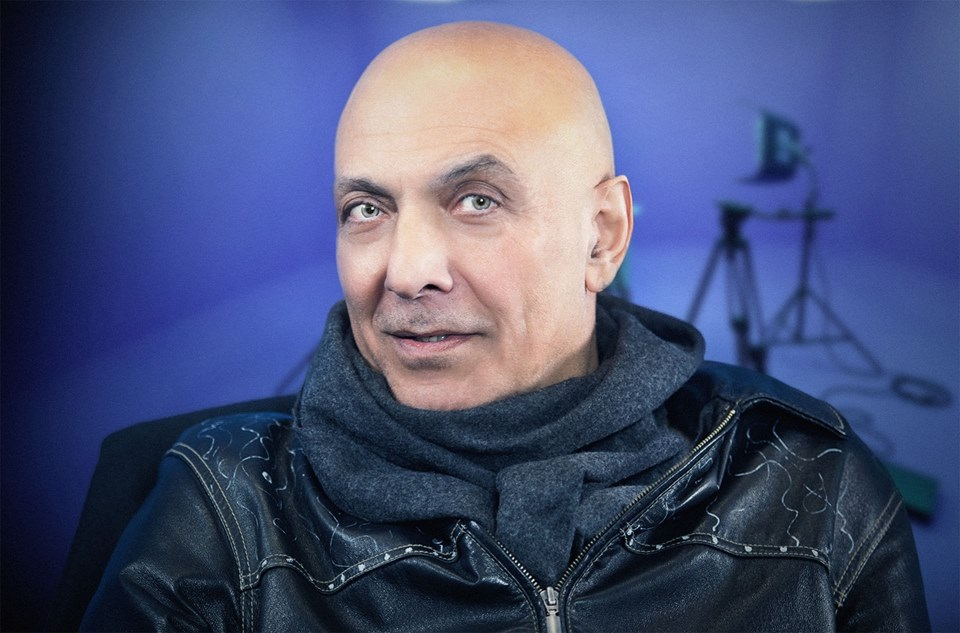
Daryush Shokof

Daryush Shokof (Teheran, Iran, 25 juni 1954) is een Iraans multidisciplinair kunstenaar, kunstschilder, filmmaker, scenarioschrijver-regisseur en filosoof. Shokof woont en werkt in Berlijn.

## Films
- 1990 - Angels are wired
- 1991 - Dogs are not allowed
- 1992 - Ben Hur, the breathless taxi driver in Casablanca
- 1996 - Seven Servants
- 1997 - Magass
- 2000 - Tenussian Vacuvasco
- 2003 - Venussian Tabutasco
- 2004 - A2Z
- 2006 - Asudem
- 2007 - Breathful
- 2009 - Hitler's Grave
- 2010 - Iran Zendan
- 2011 - Angie 100
- 2011 - Closest Up
- 2012 - wordlessness
- 2012 - strange stranger
- 2012 - Flushers
- 2013 - MOON and 8